# Национальный обет Сингапуру

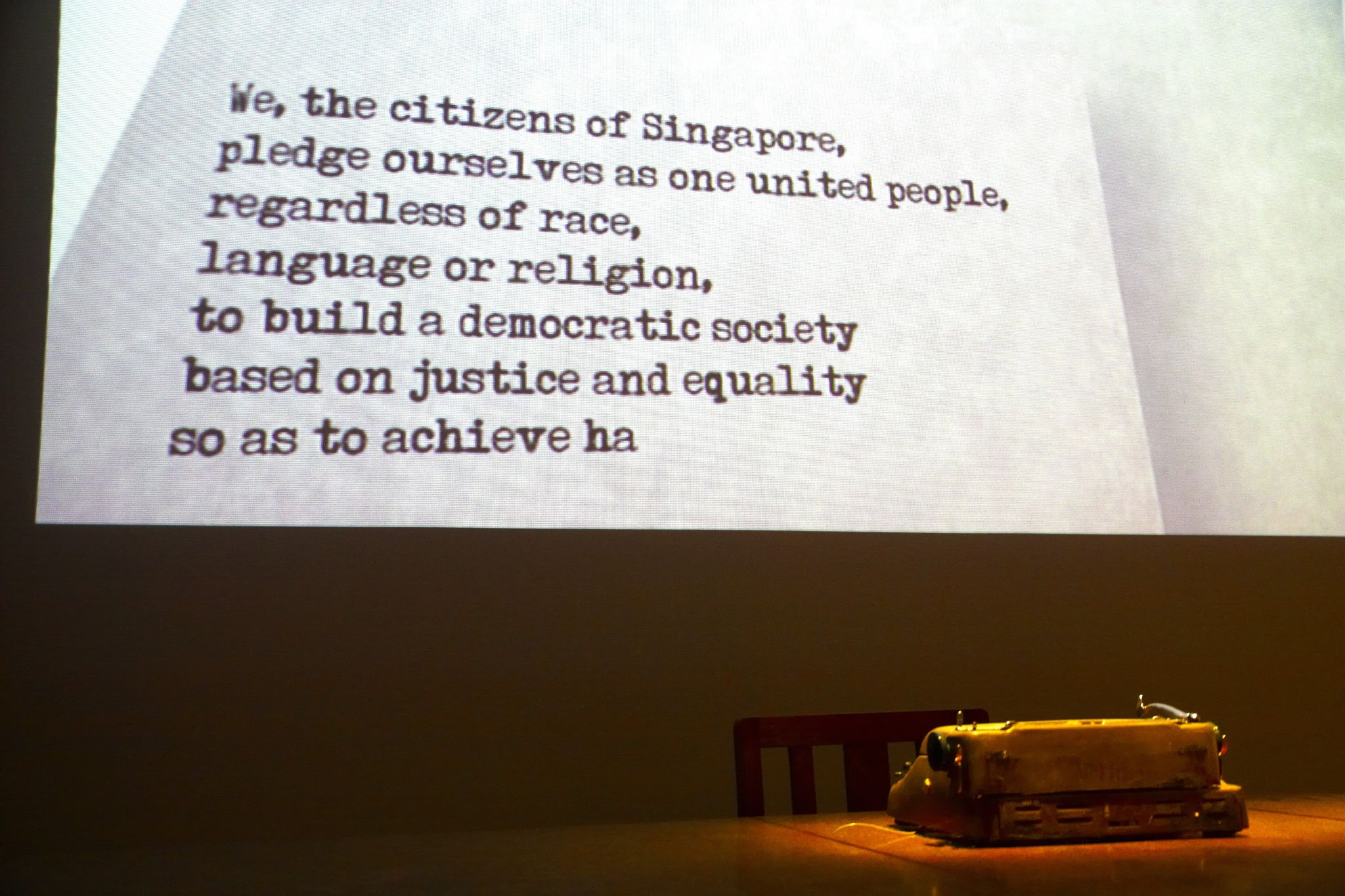
Отрывок из национального обета на анимированном экране в экспозиции Национального музея Сингапура.

Национальный обет Сингапуру — присяга на верность Сингапуру. Его часто декламируют в унисон на массовых мероприятиях, особенно в школах, в вооружённых силах Сингапура и в течение парада на День национального единства.

## Создание
Национальный обет написан Синатамбой Раджаратнамом в 1966 году, вскоре после обретения Сингапуром независимости. Раджаратнам говорил, что у него была мечта построить «Сингапур, которым можно гордиться». Он считал язык, этническую принадлежность и религию факторами, которые раскалывают страну. Но обет отмечает, что эти различия можно преодолеть, если сингапурцам будет небезразлична их страна. Черновик подали премьер-министру Ли Куан Ю, который внёс свои правки перед рассмотрением в кабинете министров.

## Текст обета
Мы, граждане Сингапура,
клянёмся все как один единый народ,
независимо от расы, языка или религии,
строить демократическое общество,
основанное на справедливости и равенстве,
чтобы добиться счастья, процветания и прогресса
для нашей нации.

### Английская версия
We, the citizens of Singapore,
pledge ourselves as one united people,
regardless of race, language or religion,
to build a democratic society
based on justice and equality
so as to achieve happiness, prosperity and
progress for our nation.

### Малайская версия
Kami, warganegara Singapura,
sebagai rakyat yang bersatu padu,
tidak kira apa bangsa, bahasa, atau ugama,
berikrar untuk membina suatu masyarakat yang demokratik,
berdasarkan kepada keadilan dan persamaan
untuk mencapai kebahagiaan,
kemakmuran dan kemajuan bagi negara kami.